# Gavino Gabriel

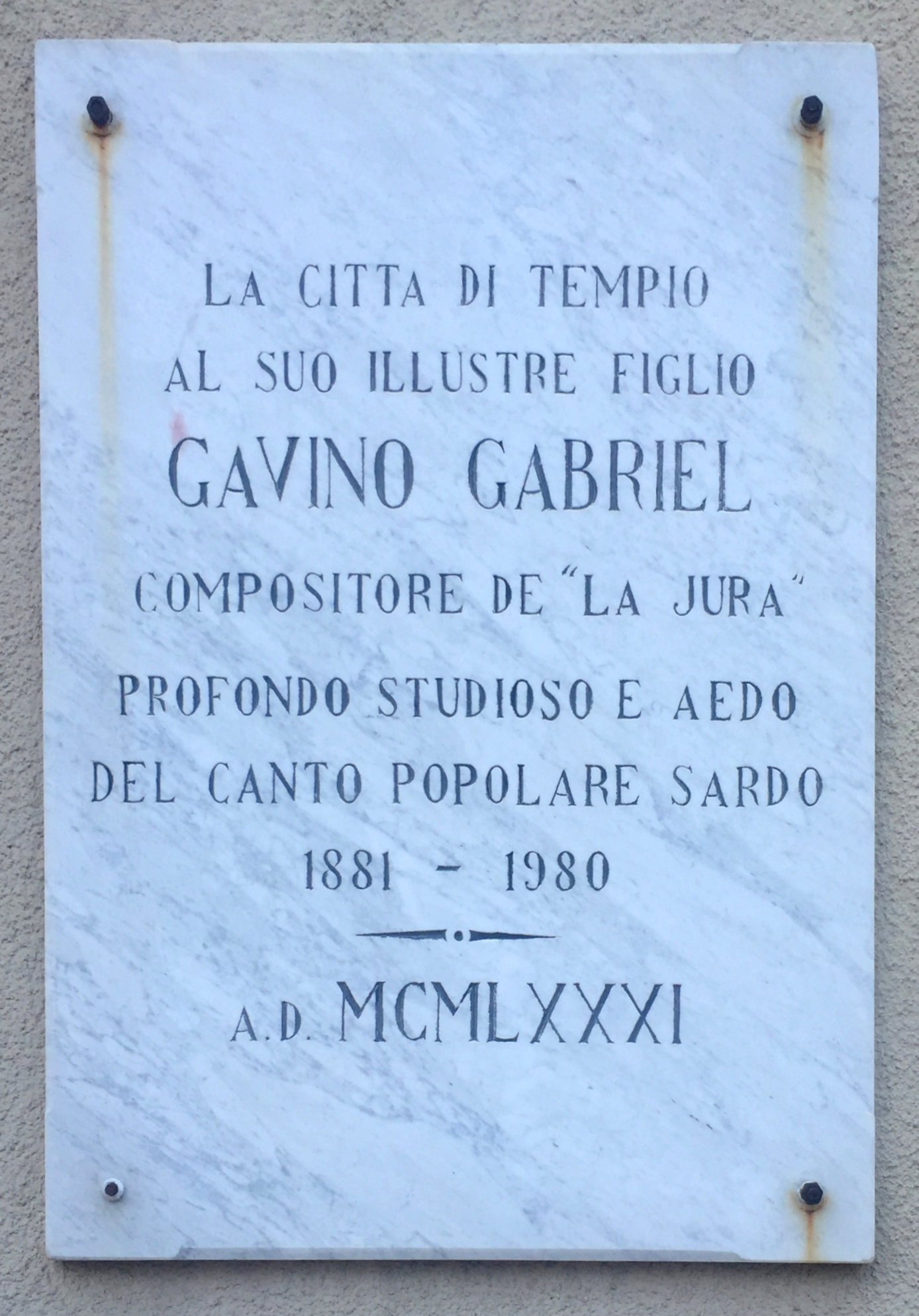
Municipio Tempio Pausania

Gavino Gabriel (Tempio Pausania, 15 agosto 1881 – Roma, 28 novembre 1980) è stato un compositore ed etnomusicologo italiano, studioso della musica sarda, specialmente della Gallura, autore del saggio Canti di Sardegna.

## Biografia
Nel 1905 si laureò in lettere presso l'Università di Pisa, discutendo una tesi sulla critica estetica letteraria; dal 1906 al 1910 visse a Firenze dove, con lo pseudonimo A.B. Salu (in gallurese "indovinalo"), collaborò alla Voce diretta allora da Giuseppe Prezzolini. Nel 1910 sulla Rivista Musicale Italiana, con la presentazione di Ildebrando Pizzetti, pubblicò il suo primo lavoro di carattere etnomusicologico, Canti e cantadori della Gallura. 
Finita la guerra, nel 1921 al Teatro Quirino di Roma presentò il gruppo vocale I cinque tasgiadori di Aggius. 
Fra il 1922 e il 1925, a titolo esclusivamente documentario, realizzò le prime incisioni di musica tradizionale sarda. 
A Milano per la casa discografica La voce del padrone incise I canti di Gallura, dell'Anglona, del Marghine e della Barbagia (1922). 
Gabriel dal 1920 al 1922 fu consigliere al comune di Tempio Pausania e in seguito figurò anche nel consiglio provinciale di Sassari.
Nel 1932 fu direttore della neonata Discoteca di Stato (dal 2007 Istituto centrale per i beni sonori ed audiovisivi) e contribuì notevolmente a determinare gli scopi e gli intenti dell'Istituto. Su sua iniziativa, nel 1934 fu approvata la legge n.130/1934 che estese l'attività a «tutto quanto nel campo dei suoni interessi la cultura scientifica, artistica e letteraria» e, più in particolare, alla raccolta di canti e dialetti da tutte le regioni e colonie d'Italia, così come agli studi di glottologia e storia. 
Nel 1935 collaborò come aiuto regista al film celebrativo del Centenario belliniano 
Casta Diva di Carmine Gallone. Realizzò  il documentario 
Nei paesi dell’orbace, pubblicato l’anno successivo dalla casa di produzione cinematografica Cines-Pittaluga.
Nel 1936 compilò la voce “Musica”, nella parte dedicata alla Sardegna (vol. XXX), sulle pagine dell’Enciclopedia Italiana Treccani. La stessa enciclopedia lo definisce come:

## Il periodo eritreo (1936-1953)
Invitato a collaborare al quotidiano La Nuova Eritrea di Asmara, si trasferì in Eritrea dove rimase fino al 1953. Durante il soggiorno in Africa si dedicò allo studio dell’etnografia locale. Nel 1941 scrisse 162 proverbi eritrei (inedito) e Profili eritrei, una raccolta di articoli sull’etnografia locale, già pubblicati nel giornale asmarino.  Nel 1949 si recò a New York con la delegazione incaricata di perorare la causa dell’indipendenza dell’Eritrea presso le Nazioni Unite. Nell'occasione incontrò Giuseppe Prezzolini che un anno prima era stato nominato «professore emerito» di italianistica presso la Columbia University.
Ad Asmara ebbe l’incarico di bibliotecario e nel 1951 fece acquisire all’Italia l’Archivio Eritrea, costituito da circa 5.000 fascicoli con autografi di grande valore.

## Composizioni
- In una chiesa, per voce e chitarra, 1907
- Penèlope sarda, per voce e pianoforte, 1908
- For to admire, per voce e pianoforte, 1910
- Rapsodia sarda per piccola orchestra, 1911
- La Jura (Cinque quadri di vita gallurese), 1928
- Passa il tempo nel cuore, per voce e quartetto d'archi, 1928
- Divagazioni per trio, per violino, violoncello e pianoforte, 1937
- Luna doppia, Ricercare a quattro per quartetto d'archi, 1942
- Chopiniana, per quartetto d'archi, 1944
- Rapsodia gallurese, per pianoforte a 4 mani, 1950
- Trittico per pianoforte, 1952
- Composizioni per pianoforte, 1952
- Dammi li mani, per voce e pianoforte, 1952
- Il nuraghe seruci, per oboe, chitarra e armonium, 1962
- Quartetti per archi, s.d.

### Collaborazioni
- Nel 1927 collaborò con Umberto Giordano nell'opera Il re, completando il libretto di Giovacchino Forzano e, sempre per Giordano, nel 1932 compose i versi dell'aria È l'april che torna a me[4].

## Pubblicazioni
- Canti e cantadori della Gallura, «Rivista musicale italiana», XVII, 1910, pp. 926–950.
- Il "Grammofono" educativo, Sonino, Milano, 1922.
- Canti di Sardegna, Italica Ars, Milano, 1923.
- Programma discografico analitico per l'impiego del "Grammofono" educativo nelle scuole elementari italiane, Italica Ars, Milano, 1923.
- La discoteca scolastica, I.F.S.I., Milano, 1925.
- La Jura. Cinque quadri di vita gallurese per commento musicale, Italica Ars, Milano, 1927.
- Musica a centimetri: avvisaglie e schermaglie fonografiche, prefazione di Giovanni Gentile, Ausonia, Roma, 1934.
- Echi romani nella musica sarda, in Sardegna Romana, vol. 1, Istituto di Studi Romani, Roma, 1936, pp. 125-134.
- Proverbi Tigrini, «Rivista trimestrale di studi e documentazione dell’Istituto italiano per l’Africa e l’Oriente», XI, 3/12, 1956.
- Corso di Educazione Musicale, volume con 6 dischi sonori, Editrice Italiana Audiovisivi, Roma, 1962.
- La Sardegna di sempre, Fossataro, Cagliari, 1971.